# Et si un jour, la Terre…
Et si un jour, la Terre… est une bande dessinée de la série Jeremiah de Hermann parue en 2004.
En Pologne, la bande dessinée est publiée en 2022,.

## Synopsis
Encore une fois, Jeremiah et Kurdy sont engagés, un peu contraints, cette fois-ci, pour ce qu'ils font le mieux : gardes du corps pour un convoi à escorter au milieu d'une nature pétrifiée et blanchâtre.
L'escorte tourne à au jeu du chat et de la souris lorsque nos deux héros se rendent compte que le convoi est pris en chasse par un ou plusieurs tueurs. Ont-ils un lien avec la jeune fille qui semble être retenue contre son gré ?